# Immetalia cyanea
Immetalia cyanea är en fjärilsart som beskrevs av Rothschild 1896. Immetalia cyanea ingår i släktet Immetalia och familjen nattflyn. Inga underarter finns listade i Catalogue of Life.